# تصرف رشت توسط روسیه
اشغال رشت یکی از نبردهای حملهٔ پتر یکم به ایران در زمستان ۱۱۰۱ خورشیدی مصادف با ۱۱۳۵ قمری است. در نتیجهٔ این تهاجم، شهر رشت و مناطق دیگری از گیلان به مدت حدود یک دهه در تصرف روسیه ماند تا این که با انعقاد عهدنامه رشت، مجدداً به کنترل قوای قزلباش بازگشت.

## پیش‌زمینه
در سال ۱۷۲۱ میلادی به دستور پتر یکم یک ناوگان دریایی در دریای خزر تأسیس شد و ۸ ماه بعد نخستین عملیات دریایی با ۲۰۰ کشتی و ۲۲ هزار مرد آغاز شد. هدف این عملیات رسیدن به رود کورا و ایجاد یک قلعه در ساحل آن بود توفان موجب ناکامی این طرح شد و پتر ۴ نوامبر ۱۷۲۲ دستور داد بندری برای راحت‌تر کردن قشون‌کشی در دریای خزر ایجاد کنند.
در آن سوی دریا، عشایر لزگی برخلاف گذشته، به مخالفت با حکومت مرکزی برخاسته و به غارت شماخی پرداخته بودند. این اتفاق موجب به خطر افتادن بازرگانان روسی مقیم ولایت شیروان شده بود. از سوی دیگر صفویان دچار اضمحلال شده و در آشفتگی کامل به سر می‌بردند. در نتیجه، حاکم گیلان درخواست کمک فوری از روسیه نمود و این بهانه‌ای برای حمله به رشت شد.
جنگ برای روس‌ها به سرعت آغاز شد. آنان با تحت کنترل گرفتن داغستان، به سمت سرزمین‌های اران و شروان حرکت کرده بودند. با توجه به وضعیت ناامیدکنندهٔ شاه طهماسب دوم پتر یکم، که ابتدا قصد داشت با وارد کردن فشار بیشتر، سرزمین‌های بیشتری را ضمیمهٔ قلمروی خود کند؛ ولی به دلایل مختلفی، همچون وقوع توفان در اوایل سپتامبر ۱۷۲۲، نابودی بخش زیادی از ناوگان دریاییش، انتقال عمدهٔ ارتش به آستراخان، بیماری‌های واگیرا در بین اسب‌ها و نابودی سواره‌نظام و مرگ سالانه ده‌ها هزار سرباز به علت ابتلا به بیماری‌های مختلف، به فتوحات کمتری رضایت داد.

## آغاز نبرد
پتر در نوامبر ۱۷۲۲ سرهنگ شیپوف را با ۲ گردان نیرو، از راه دریا به گیلان گسیل کرد. که در قالب ۱۴ کشتی به منطقه اعزام شدند. فئودور سویمونف، که فرماندهی ناوتیپ خزر را بر عهده داشت، از پتر پرسید آیا ۲ گردان نیرو برای این مأموریت کافی است؟ او پاسخ داد:
چرا که نه؟ مگر استپان رازین با ۵۰۰ قزاق نتوانست؟ شما ۲ گردان سرباز منظم دارید و باز هم مردد هستید!
اگرچه روس‌ها در ظاهر برای دفاع از شهر در اواخر ۱۷۲۲ وارد رشت شده بودند، حاکم گیلان خواستار خروج آنان از شهر بود. حاکم محلی در فوریه ۱۷۲۳ به قوای روس اطمینان داد که ایرانیان قادر به محافظت از خود هستند، در نتیجه نیازی به حضور روس‌ها نیست و آنان ملزم به ترک کردن شهر هستند. قوای روس به دلیل برخورد سرد مردم و حاکم محلی در کاروانسرایی خارج از شهر رشت استقرار پیدا کردند. در همین زمان شاه طهماسب دوم خواستار خروج قوای روس از منطقه شده بود. سرهنگ شیپوف، فرمانده قواس روس، تعهد داد که ابتدا تجهیزات و جنگ‌افزارها را ارسال کرده و سپس عقب‌نشینی کند، اما به تعهد خود عمل نکرد. در نتیجه نبرد بین طرفین آغاز شده و قوای روس در همان کاروانسرا در محاصره افتادند. حاکم محلی ۱۵٬۰۰۰ نفر نیرو فراهم کرده بود اما این افراد که بیشترشان دهقان بودند، فاقد آموزش و تسلیحات کافی بودند. عاقبت در شب ۲۸ مارس ۱۷۲۳ ژولینی قوای روس تقسیم شده و به سمت خطوط دفاعی ایرانیان حرکت کردند. آنان از دو طرف حمله را آغاز نموده و قوای ایرانی را غافلگیر کردند. با عقب‌نشینی قوای ایرانی، روس‌ها به تعقیب آنان پرداخته و حدود یا بیش از ۱٬۰۰۰ نفر را کشتند. پس از این شکست کامل نیروهای ایرانی، آن‌ها دیگر اقدام به هیچ حمله‌ای نکردند.

## سرانجام نبرد
پس از شکست صفویان، سرتیپ لواشف با ۴ گردان نیروی منظم برای جانشینی سرهنگ شیپوف اعزام شد. با ورود لواشف به گیلان در سپتامبر ۱۷۲۳، وی با شدت به سرکوب مخالفان پرداخت. در وضعیت تهاجم روزافزون روسیه، شاه طهماسب دوم وارد مذاکره با آنان شد. چندی بعد در ۱۲ سپتامبر ۱۷۲۳ میلادی، با امضای عهدنامه سنت پترزبورگ تمام سرزمین‌های قفقاز شمالی، قفقاز جنوبی، گیلان، مازندران و استرآباد به روسیه واگذار شد.

## نتایج
پتر یکم در نامه‌ای به میخائیل ماتیوشکین، فرمانده روسی مستقر در رشت، دستور داد ارمنی‌ها و سایر مسیحیان را به گیلان و مازندران کوچانیده و سعی کند که تا حد امکان مسلمانان از این موضوع مطلع نشوند. پتر در سال ۱۷۲۵ درگذشت و موفق به اجرای نقشه‌های خود نشد.
رشت همانند سایر شهرهای گیلان و مازندران حدود یک دهه در تصرف روس‌ها بود. سرانجام عهدنامه رشت در سال ۱۷۳۲ میلادی توسط آنای روسیه جانشین پتر کبیر و نادرقلی‌خان، فرمانده کل قوای ایران، منعقد شد. بدین ترتیب قوای روس از گیلان و تمام سرزمین‌هایی که در دوران پتر اشغال شده بود، اخراج شدند.